# (6197) Taracho
(6197) Taracho est un astéroïde de la ceinture principale.

## Description
(6197) Taracho est un astéroïde de la ceinture principale. Il fut découvert le 10 janvier 1992 à Nasukarasuyama par Shigeru Inoda et Takeshi Urata. Il présente une orbite caractérisée par un demi-grand axe de 2,33 UA, une excentricité de 0,07 et une inclinaison de 5,9° par rapport à l'écliptique.

## Compléments